# Ludwig Alexander von Jordan
Ludwig Alexander Christian David von Jordan (* 9. Juni 1806 auf Gut Schönwald bei Rosenberg O.S.; † 23. Dezember 1889 in Potsdam) war ein deutscher Jurist und Politiker.

## Leben
Geboren als Sohn des Präsidenten der Generalkommission für Oberschlesien Martin Ludwig von Jordan auf Schönwald und Jordansmühl, besuchte Ludwig Alexander von Jordan das Gymnasium in Brieg. Nach dem Abitur studierte er Rechts- und Staatswissenschaften an den drei Friedrich-Wilhelms-Universitäten, der Friedrich-Wilhelms-Universität zu Berlin, der Rheinischen Friedrich-Wilhelms-Universität und der Schlesischen Friedrich-Wilhelms-Universität. 1826 wurde er mit Ernst Heinrich Rummel im Corps Borussia Bonn aktiv. Nach Abschluss des Studiums trat er in die preußische und anhaltische Finanzverwaltung. Er wurde herzoglich anhaltischer Zolldirektor und 1852 Provinzialsteuerdirektor der Provinz Sachsen. Von 1848 bis 1849 war er Vorsitzender des Patriotischen Vereins zu Berlin. Von 1849 bis 1851 war er Vizepräsident der Ersten Kammer des Preußischen Landtags und 1850 Abgeordneter zum Staatenhaus des Erfurter Unionsparlaments. Er war Mitglied des Preußischen Staatsrats. Jordan war der Verfasser zahlreicher politischer und finanzwirtschaftlicher Schriften. Er war Vorsitzender der Exekutivkommission des Hilfsvereins der im Felde verwundeten Krieger für die Provinz Sachsen.

## Ehrungen
- Ehrenmitglied des Corps Borussia Bonn[3]
- Ehrenbürger der Stadt Magdeburg
- Ehrenbürger der Stadt Tangermünde
- Ehrenbürger der Stadt Dessau
- Ernennung zum Wirklichen Geheimen Oberfinanzrat, verbunden mit dem Prädikat Exzellenz